# Corona (copricapo)

Disegno di una corona

La corona è un copricapo cerimoniale utilizzato in particolare dai monarchi.
Il termine deriva dal greco κορονή (leggi koroné) e dal latino corona, col significato di "oggetto che circonda" (sottinteso "la testa").

## Caratteristiche e funzioni della corona
La corona è un copricapo di forma circolare, può essere aperto sulla sommità oppure chiuso. Con la sua altezza eleva colui che la indossa e ne rappresenta l'autorità. Per questo motivo, la corona è un attributo tipico delle divinità, dei sacerdoti, dei sovrani (negli ordinamenti monarchici), dei supremi magistrati (in taluni ordinamenti repubblicani) e di chiunque si distingua per meriti militari, politici e civili. Per estensione il termine passa quindi spesso ad indicare l'ufficio stesso che a cui tali soggetti competono. In altre parole, parlando di corona, è frequente che non si faccia riferimento al copricapo, quanto al regno ed al potere da esso rappresentato. Analogamente a quanto accade per il trono e per lo scettro.

## Storia
Se le prime corone, in Oriente furono costituite da rami di albero ripiegati, col trascorrere dei secoli, nell'area mediterranea, in Egitto sono state rinvenute corone di rami di foglie al capo di mummie faraoniche risalenti al 2000 a.C., mentre nelle necropoli etrusche e greche sono stati rintracciati modelli in oro e argento. Nell'antica Grecia ad ogni divinità spettava una corona formata da una pianta particolare: se ad Atena era dedicato l'ulivo, a Zeus toccava la quercia.
In epoca romana, pur conservando parte della tradizione greca, la corona, in aggiunta, divenne simbolo di vittoria o simbolo di riconoscenza sociale: poteva essere costituita da un intreccio di foglie di ulivo, alloro o quercia, oppure come raffigurazione aurea di una città murata o raffigurare prue di navi. Veniva indossata dai soldati distintisi in battaglia, dai comandanti vittoriosi e dall'Imperator durante il trionfo, tra le quali si ricordano la rostrata e la castrensis. 
La corona regale veniva al contrario aborrita dai romani sin dall'epoca della cacciata dei re, preferendogli, anche in epoca imperiale, il più sobrio diadema.
A partire da Nerone, gli imperatori indossarono la corona radiata, a raggiera, di origine orientale.
In epoca cristiana conservarono una certa importanza nell'ambito delle festività o come oggetti votivi, e sotto l'influsso dell'arte bizantina, assunsero motivi sempre più astratti.
Nel Medioevo intorno al VII secolo le corone dei re goti si arricchirono di pendenti preziosi, gemme, vetri e smalti e di catenelle sull'orlo. Sempre di questo periodo fu significativa la corona della regina Teodolinda, contraddistinta per una lamina di ferro al proprio interno, ricavata in base alla leggenda da un chiodo della Croce. Donata dalla regina al Duomo di Monza, venne utilizzata per incoronare i re d'Italia, da Ottone I a Napoleone I.
In epoca rinascimentale venne introdotta la corona araldica, atta a distinguere il grado di nobiltà oppure il valore acquisito.
Successivamente, la corona mutò la sua foggia a seconda del gusto e degli stili del tempo.

## Corone particolari o famose
- Corona castrense, corona romana.
- Corona civica, corona romana.
- Corona d'Alloro, nome della corona romana destinata a colui che si fosse coperto di gloria.
- Corona d'Erba, nome della corona romana destinata a colui che avesse, da solo, con la propria azione, salvato la propria legione.
- Corona di Provincia, corona recante rami di quercia utilizzata nell'araldica pubblica della Repubblica Italiana.
- Corona di Spine, corona posta sul capo di Gesù nel corso della Passione.
- Corno ducale, corona utilizzata dai Dogi della Repubblica di Venezia.
- Apostolica corona di santo Stefano d'Ungheria, corona delle terre della sacra apostolica corona d'Ungheria.
- Corona ferrea, corona del Regno d'Italia.
- Corona muraria o corona di Città, corona romana destinata a colui che fosse riuscito a scavalcare le mura nemiche.
- Corona navale, corona romana destinata ad un ammiraglio vittorioso.
- Diadema, nome della corona utilizzata dai monarchi ellenistici e dagli imperatori romani.
- Tiara o Triregno, corona utilizzata dal Papa, indossata per l'ultima volta nel 1963, simbolo del potere pontificio.
- Doppia Corona, coppia di corone indossate dai faraoni per simboleggiare il dominio sul Alto e Basso Egitto.
- Corona di Costanza d'Aragona.

## Galleria d'immagini

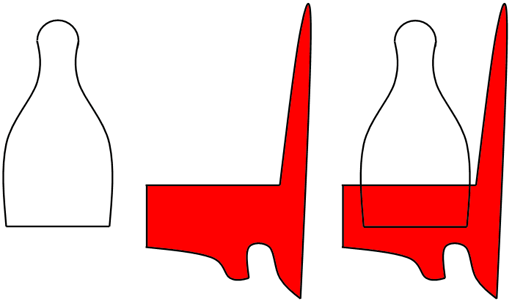
Doppia corona dell'Alto e Basso Egitto.
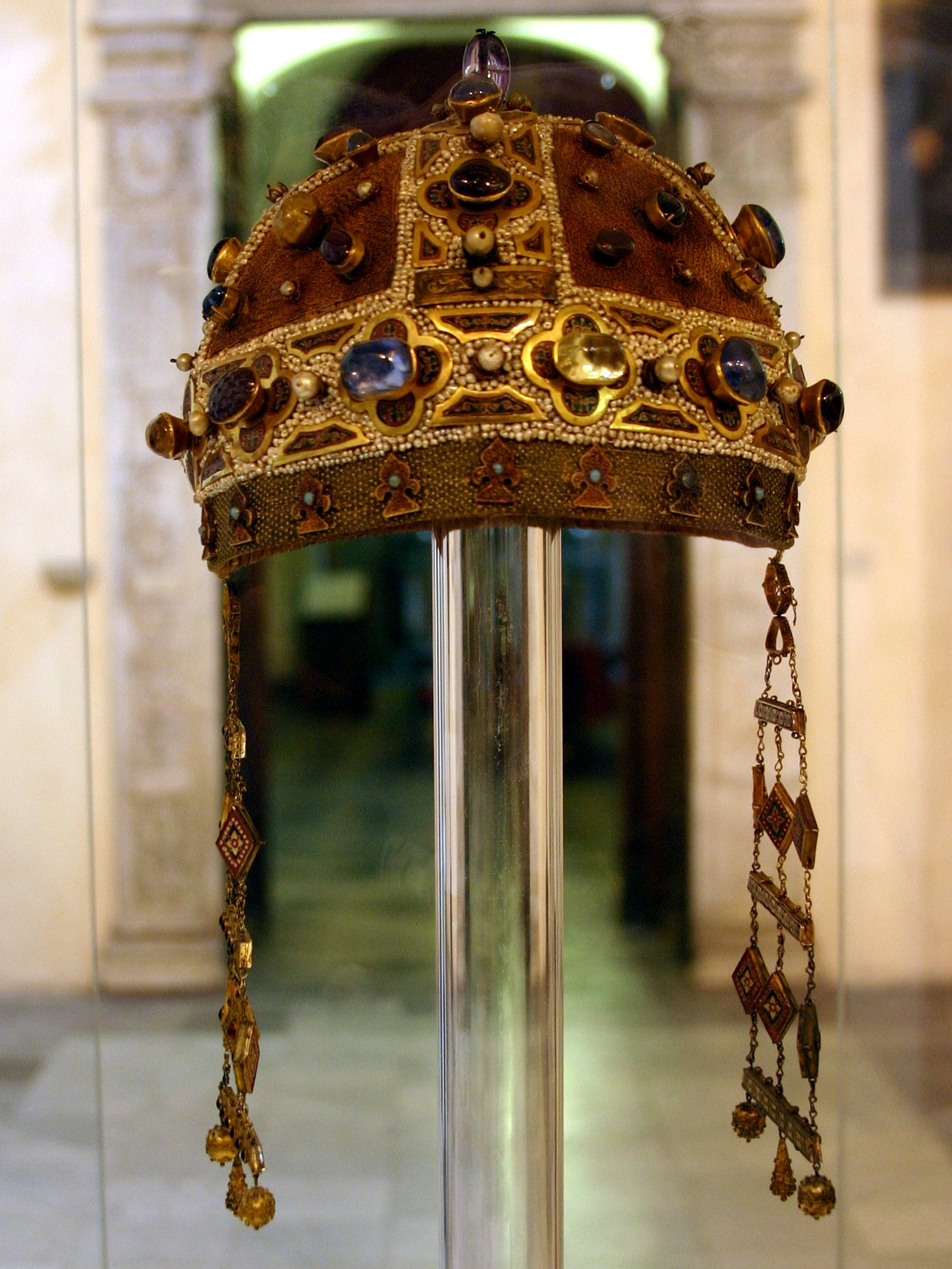
Corona di Costanza d'Aragona.
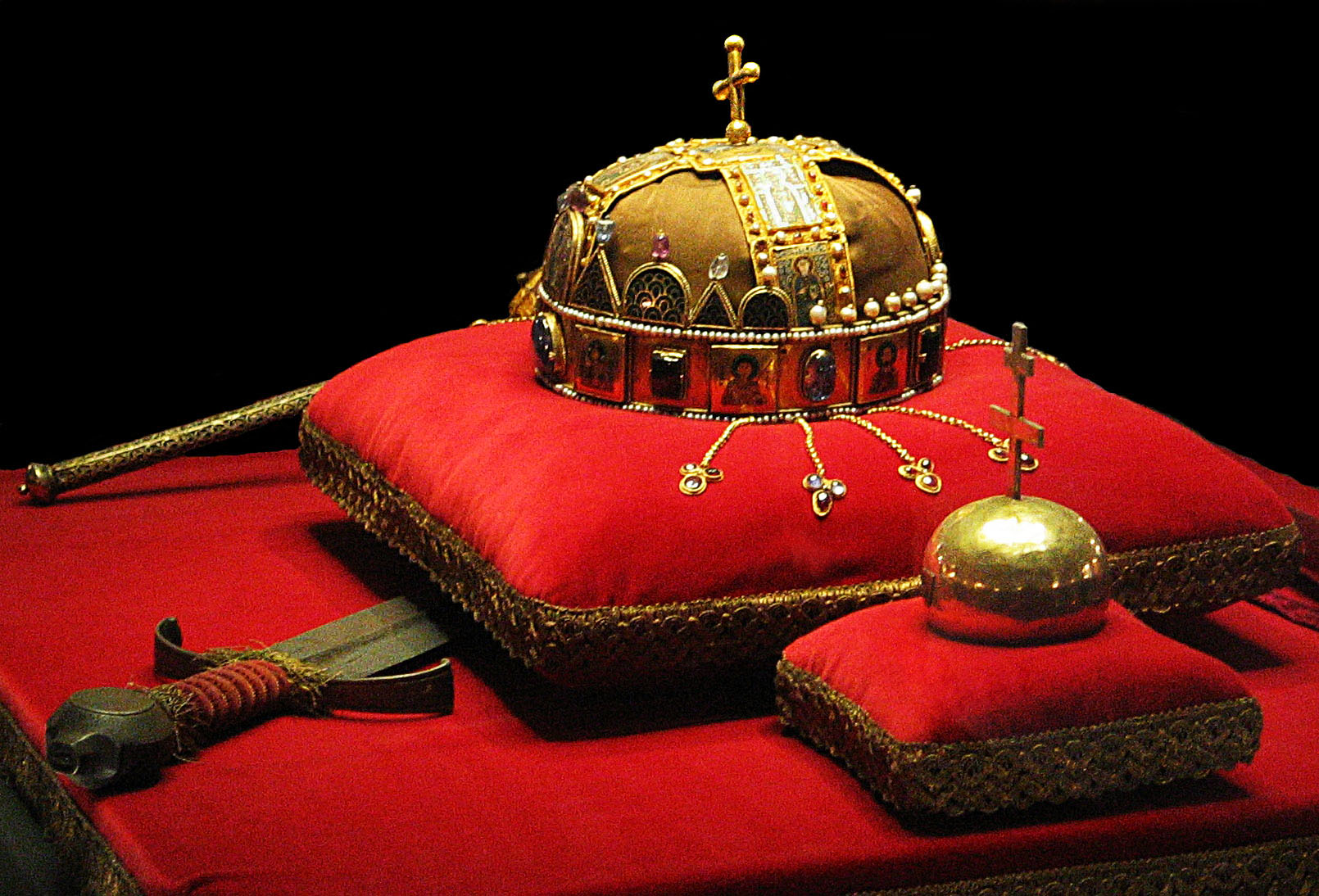
Corona di Santo Stefano di foggia bizantina dei re d'Ungheria.
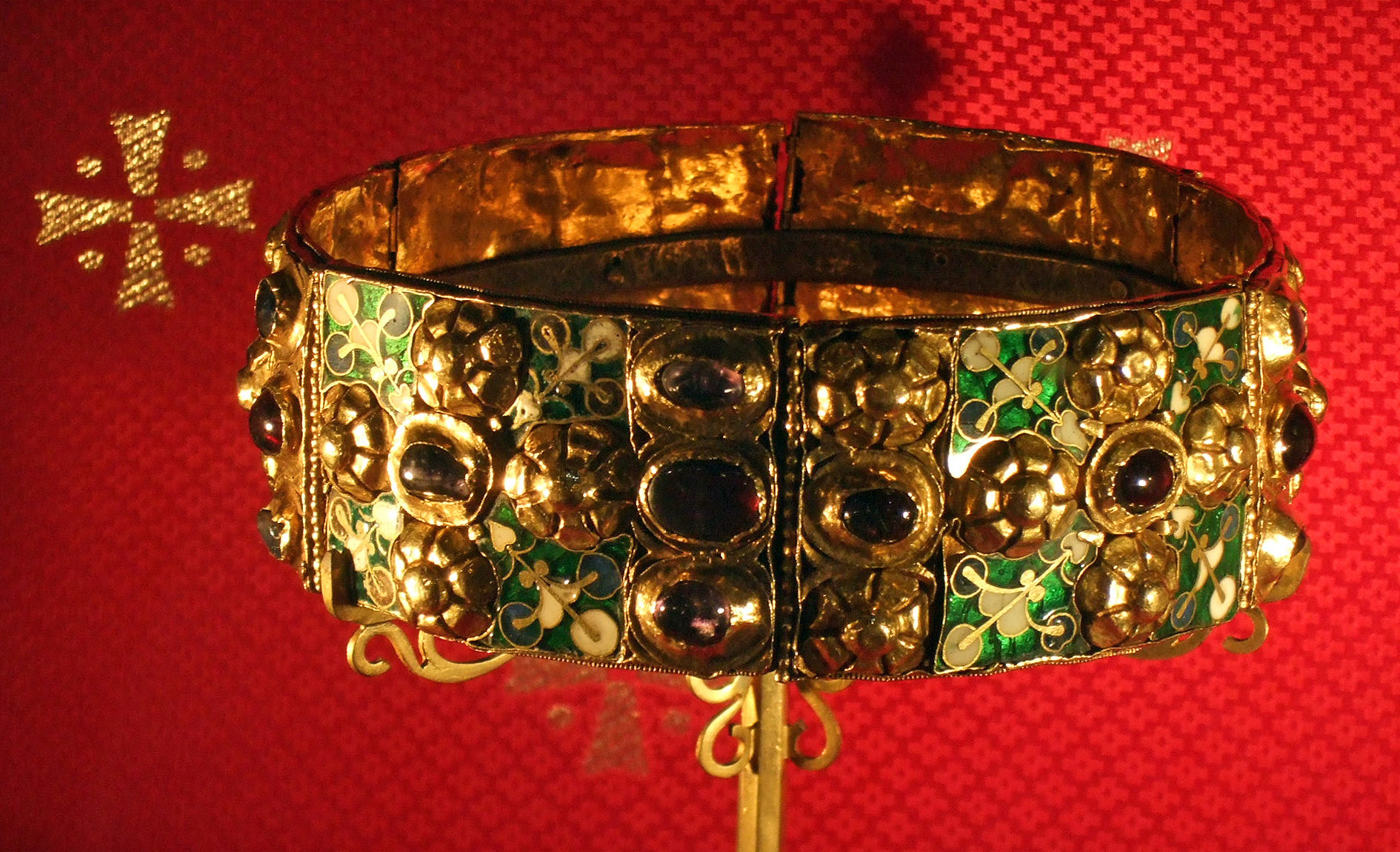
Corona ferrea del Regno d'Italia.
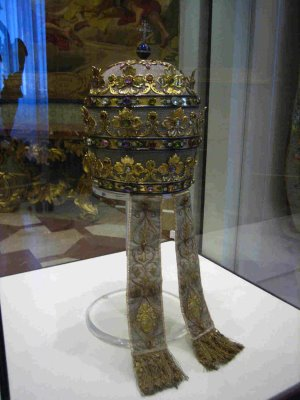
Tiara papale di papa Pio IX.
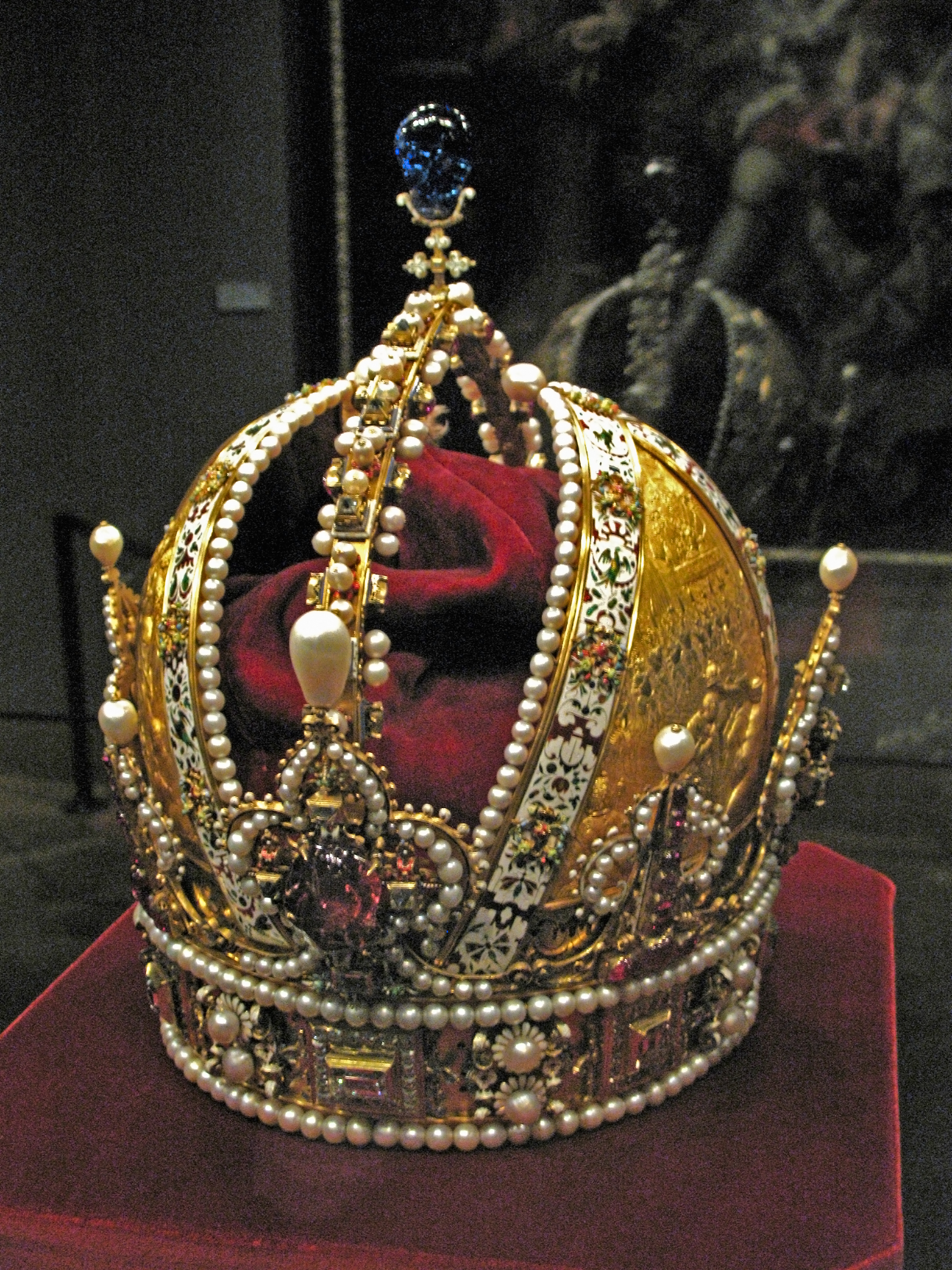
Corona dell'Impero austriaco.
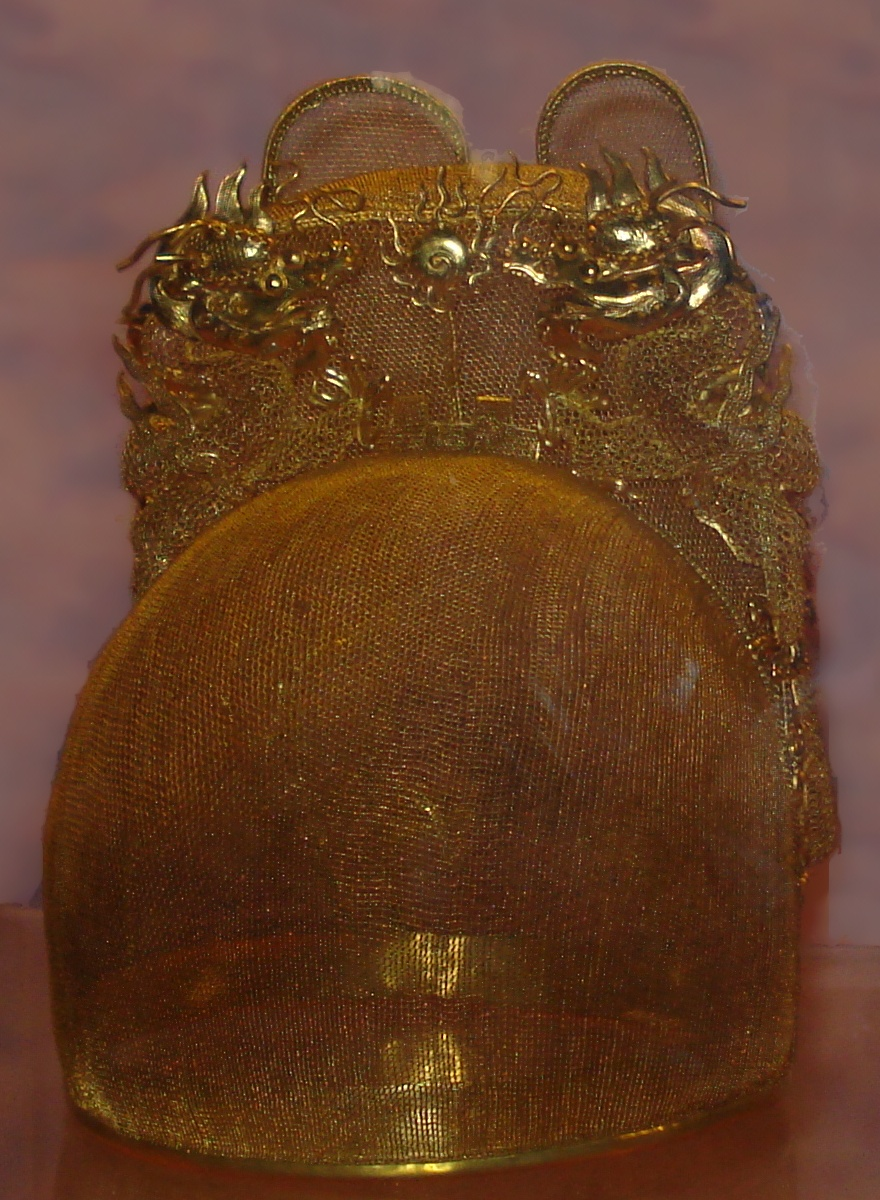
Corona dell'Impero cinese della dinastia Ming.
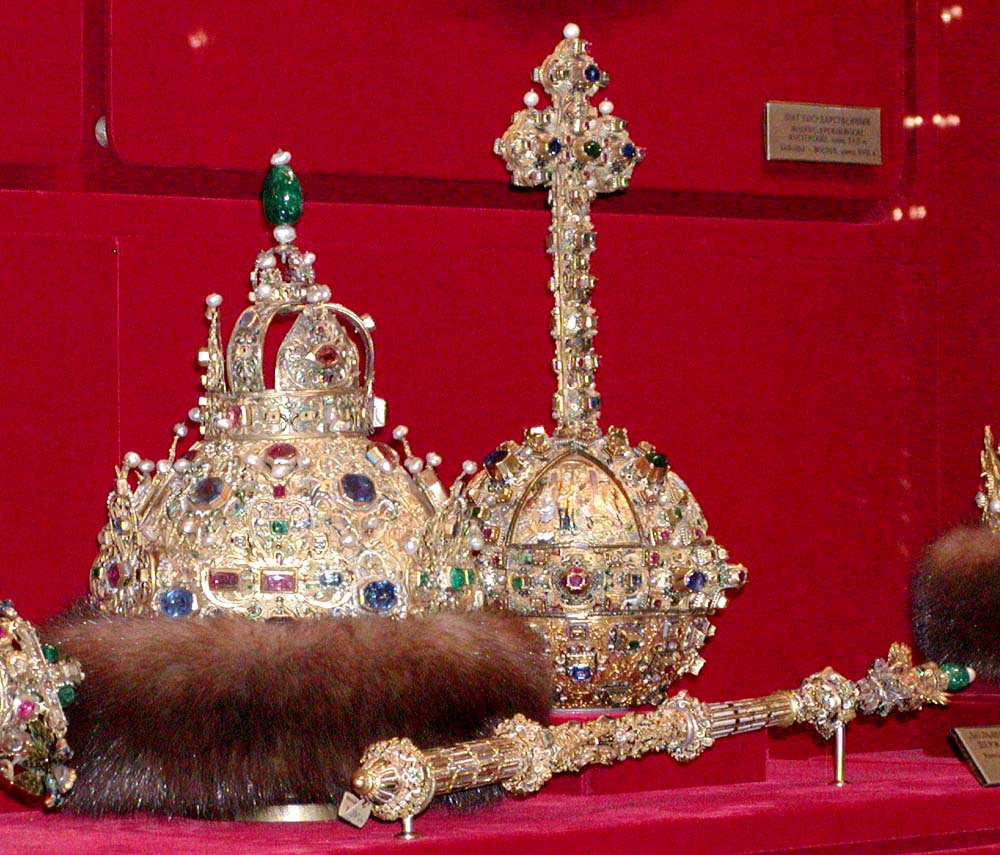
Corona dell'Impero russo.
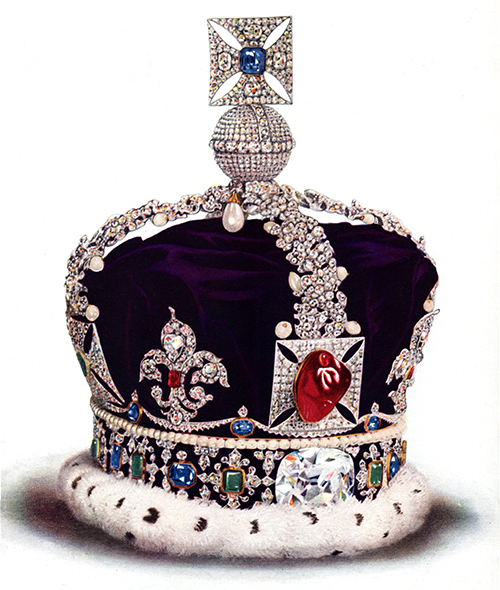
Corona imperiale di Stato del Regno Unito.
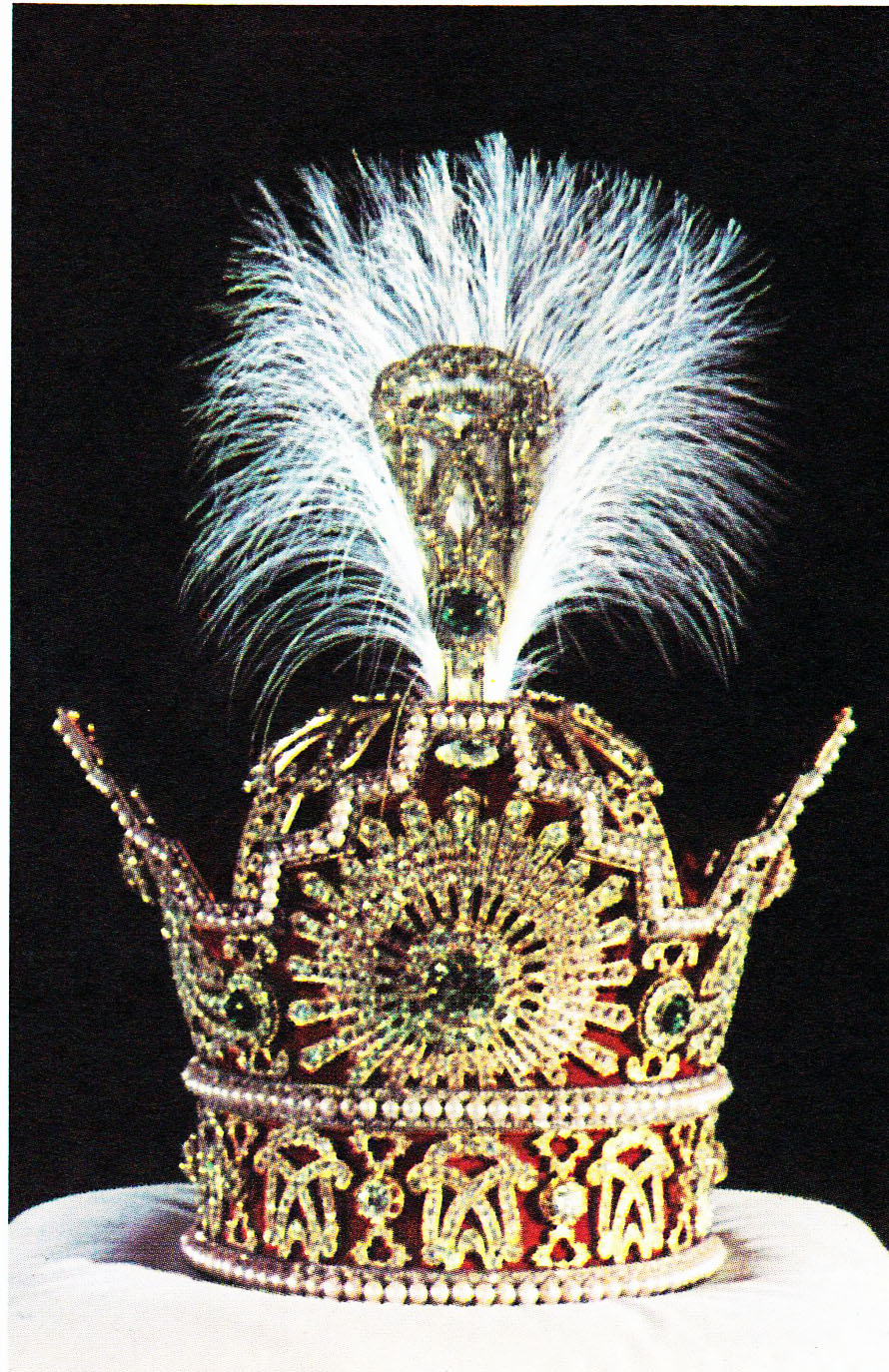
Corona della Persia.
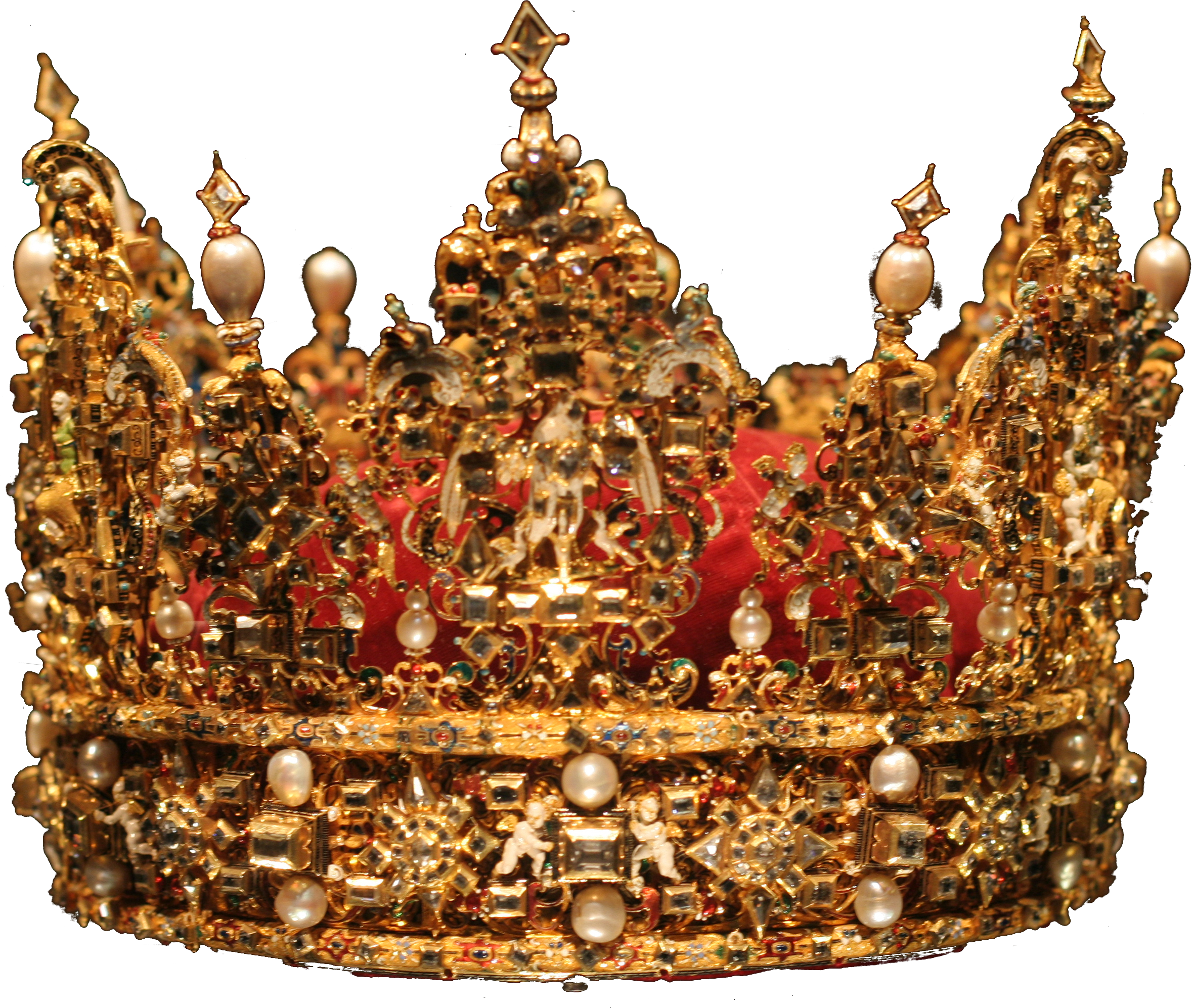
Corona della Danimarca.